# 劉懋 (成化進士)
劉懋（1442年—？），字勉之，湖廣荊州府江陵縣人，民籍。明朝政治人物。進士出身。

## 生平
湖廣鄉試第八十五名。成化八年（1472年）壬辰科會試第一百六十八名，殿試登進士第三甲第一百五十三名，授刑科給事中，彈劾汪直黨權，后下詔獄。之後出任浙江按察僉事，以丁憂歸鄉。

## 家族
曾祖父劉本。祖父劉永。父亲劉濬。